# 14850 Nagashimacho
14850 Nagashimacho este un asteroid din centura principală de asteroizi.

## Descriere
14850 Nagashimacho este un asteroid din centura principală de asteroizi. A fost descoperit pe 29 august 1989 la Kitami de Kin Endate și Kazuro Watanabe. Asteroidul prezintă o orbită caracterizată de o semiaxă mare de 2,17 ua, o excentricitate de 0,15 și o înclinație de 2,8° în raport cu ecliptica.